# Dubovce
Dubovce jsou obec v okrese Skalica v Trnavském kraji na západě Slovenska. Žije v nich 614 obyvatel.

## Historie
První písemná zmínka o vesnici pochází z roku 1500.

## Přírodní poměry
Obec leží v nadmořské výšce 207 metrů a její katastrální území měří 8,46 km². Koryto potoka Chvojnica je chráněno jako stejnojmenná přírodní památka.